# BMW Championships 1981
BMW Championships 1981 — жіночий тенісний турнір, що проходив на відкритих трав'яних кортах Devonshire Park у Істборні (Велика Британія). Належав до категорії Toyota Series в рамках Туру WTA 1981. Турнір відбувся увосьме і тривав з 15 червня до 21 червня 1981 року. Перша сіяна Трейсі Остін здобула титул в одиночному розряді й отримала за це 22 тис. доларів США.

## Фінальна частина

### Одиночний розряд
Трейсі Остін —  Андреа Джегер 6–3, 6–4
- Для Остін це був 2-й титул в одиночному розряді за рік і 23-й — за кар'єру.

### Парний розряд
Мартіна Навратілова /  Пем Шрайвер —  Кеті Джордан /  Енн Сміт 6–7(5–7), 6–2, 6–1

## Розподіл призових грошей
| Дисципліна       | П       | F       | ПФ     | ЧФ     | 1/8    | 1/16 | 1/32 |
| Одиночний розряд | $22,000 | $11,000 | $5,000 | $2,700 | $1,350 | $700 | $325 |